# Indigofera
Indigofera  (lat. Indigofera) je rod grmova i polugrmova iz porodice mahunarki raširena po Africi, Azije, Pacifiku i od SAD-a do Srednje i Južne Amerike.
Na poopisu je preko 700 vrsta (717), u Hrvatskoj jedna, Indigofera heterantha, sin. I. gerardiana, čija je domovina Azija, a uveyeena je u Hrvatsku i Južnu Afriku.
Nekoliko vrsta, posebno Indigofera tinctoria i Indigofera suffruticosa, koriste se za proizvodnju boje indigo.
- Indigofera astragalina
- Indigofera hirsuta
- Indigofera spicata
- Indigofera oxytropis
- Indigofera sanguinea
- Indigofera australis

## Vrste
1. Indigofera acanthinocarpa Blatt.
2. Indigofera acanthoclada Dinter
3. Indigofera achyranthoides Taub.
4. Indigofera acutipetala Y.Y.Fang & C.Z.Zheng
5. Indigofera adenocarpa E.Mey.
6. Indigofera adenoides Baker f.
7. Indigofera adenotricha Peter G.Wilson
8. Indigofera adesmiifolia A.Gray
9. Indigofera alopecuroides (Burm.f.) DC.
10. Indigofera alpina Eckl. & Zeyh.
11. Indigofera alternans DC.
12. Indigofera ambelacensis Schweinf.
13. Indigofera amblyantha Craib
14. Indigofera amitina N.E.Br.
15. Indigofera ammobia Maconochie
16. Indigofera ammoxylum (DC.) Polhill
17. Indigofera amoena Dryand.
18. Indigofera amorphoides Jaub. & Spach
19. Indigofera anabibensis A.Schreib.
20. Indigofera ancistrocarpa Thulin
21. Indigofera andrewsiana J.B.Gillett
22. Indigofera andringitrensis R.Vig.
23. Indigofera angulosa Edgew.
24. Indigofera angustata E.Mey.
25. Indigofera angustifolia L.
26. Indigofera ankaratrensis R.Vig.
27. Indigofera antunesiana Harms
28. Indigofera aquae-nitentis Bremek.
29. Indigofera arabica Jaub. & Spach
30. Indigofera aralensis Gagnep.
31. Indigofera arenophila Schinz
32. Indigofera argentea Burm.f.
33. Indigofera argutidens Craib
34. Indigofera arnottii (Kuntze) Peter G.Wilson
35. Indigofera arrecta Hochst. ex A.Rich.
36. Indigofera articulata Gouan
37. Indigofera asantasanensis Schrire & V.R.Clark
38. Indigofera aspalathoides Vahl ex DC.
39. Indigofera aspera Perr. ex DC.
40. Indigofera asperifolia Bong. ex Benth.
41. Indigofera asterocalycina Gilli
42. Indigofera astragalina DC.
43. Indigofera atrata N.E.Br.
44. Indigofera atricephala J.B.Gillett
45. Indigofera atriceps Hook.f.
46. Indigofera atropurpurea Buch.-Ham. ex Hornem.
47. Indigofera auricoma E.Mey.
48. Indigofera australis Willd.
49. Indigofera baileyi F.Muell.
50. Indigofera bainesii Baker
51. Indigofera balfouriana Craib
52. Indigofera bancroftii Paul G.Wilson
53. Indigofera bangweolensis R.E.Fr.
54. Indigofera banii N.D.Khôi & Yakovlev
55. Indigofera barberi Gamble
56. Indigofera barotseensis Schrire
57. Indigofera barteri Hutch. & Dalziel
58. Indigofera basedowii E.Pritz.
59. Indigofera basiflora J.B.Gillett
60. Indigofera baumiana Harms
61. Indigofera bayensis Thulin
62. Indigofera bella Prain
63. Indigofera bemarahaensis Du Puy & Labat
64. Indigofera benguellensis Baker
65. Indigofera berhautiana J.B.Gillett
66. Indigofera biglandulosa J.B.Gillett
67. Indigofera binderi Kotschy
68. Indigofera blaiseae Du Puy & Labat
69. Indigofera blanchetiana Benth.
70. Indigofera bogdanii J.B.Gillett
71. Indigofera boinensis R.Vig.
72. Indigofera bojeri Baker
73. Indigofera bongardiana (Kuntze) Burkart
74. Indigofera bongensis Kotschy & Peyr.
75. Indigofera boranica Thulin
76. Indigofera bosseri Du Puy & Labat
77. Indigofera boviperda Morrison ex Morrison
78. Indigofera brachynema J.B.Gillett
79. Indigofera brachyphylla Al-Turki
80. Indigofera brachystachya (DC.) E.Mey.
81. Indigofera bracteata Graham
82. Indigofera bracteolata DC.
83. Indigofera brassii Baker
84. Indigofera brennanii Peter G.Wilson
85. Indigofera brevicalyx Baker f.
86. Indigofera brevidens Benth.
87. Indigofera brevifilamenta J.B.Gillett
88. Indigofera breviracemosa Torre
89. Indigofera breviviscosa J.B.Gillett
90. Indigofera brunoniana Graham
91. Indigofera buchananii Burtt Davy
92. Indigofera bungeana Walp.
93. Indigofera burchellii DC.
94. Indigofera burttii Baker f.
95. Indigofera bussei J.B.Gillett
96. Indigofera byobiensis Hosok.
97. Indigofera calcicola Craib
98. Indigofera caloneura Kurz
99. Indigofera campestris Bong. ex Benth.
100. Indigofera candicans Dryand.
101. Indigofera candolleana Meisn.
102. Indigofera capillaris Thunb.
103. Indigofera capitata Kotschy
104. Indigofera carlesii Craib
105. Indigofera caroliniana Mill.
106. Indigofera cassioides Rottler ex DC.
107. Indigofera caudata Dunn
108. Indigofera cavallii Chiov.
109. Indigofera cecilii N.E.Br.
110. Indigofera cedrorum Dunn
111. Indigofera centralis Peter G.Wilson & Rowe
112. Indigofera cerighellii M.Peltier
113. Indigofera chaetodonta Franch.
114. Indigofera chamaeclada Peter G.Wilson & Rowe
115. Indigofera charlierana Schinz
116. Indigofera chenii S.S.Chien
117. Indigofera chevalieri Tisser.
118. Indigofera chimanimaniensis Schrire
119. Indigofera chirensis Cufod.
120. Indigofera chitralensis Sanjappa
121. Indigofera ciferrii Chiov.
122. Indigofera cinericolor F.Muell.
123. Indigofera circinella Baker f.
124. Indigofera circinnata Benth. ex Harv. & Sond.
125. Indigofera cliffordiana J.B.Gillett
126. Indigofera cloiselii Drake
127. Indigofera coerulea Roxb.
128. Indigofera colutea (Burm.f.) Merr.
129. Indigofera commixta N.E.Br.
130. Indigofera comosa N.E.Br.
131. Indigofera complicata Eckl. & Zeyh.
132. Indigofera compressa Lam.
133. Indigofera concava Harv.
134. Indigofera concinna Baker
135. Indigofera conferta J.B.Gillett
136. Indigofera congesta Welw. ex Baker
137. Indigofera congolensis De Wild. & T.Durand
138. Indigofera conjugata Baker
139. Indigofera constricta (Thwaites) Trimen
140. Indigofera conzattii Rose
141. Indigofera corallinosperma Torre
142. Indigofera cordifolia B.Heyne ex Roth
143. Indigofera cornuligera Peter G.Wilson & Rowe
144. Indigofera coronillifolia A.Cunn. ex Benth.
145. Indigofera costaricensis Benth.
146. Indigofera crebra N.E.Br.
147. Indigofera crotalarioides (Klotzsch) Baker
148. Indigofera cryptantha Benth. ex Harv. & Sond.
149. Indigofera cuernavacana Rose
150. Indigofera cuitoensis Baker f.
151. Indigofera cuneata Baker
152. Indigofera cuneifolia Eckl. & Zeyh.
153. Indigofera cunenensis Torre
154. Indigofera curvata J.B.Gillett
155. Indigofera curvirostrata Thulin
156. Indigofera cuspidata Peter G.Wilson & Rowe
157. Indigofera cylindracea Graham
158. Indigofera cytisoides (L.) L.
159. Indigofera daleoides Benth. ex Harv. & Sond.
160. Indigofera dalzelliana (Kuntze) Peter G.Wilson
161. Indigofera damarana Merxm. & A.Schreib.
162. Indigofera dasyantha Baker f.
163. Indigofera dasycephala Baker f.
164. Indigofera dauensis J.B.Gillett
165. Indigofera deccanensis Sanjappa
166. Indigofera decipiens Peter G.Wilson & Rowe
167. Indigofera declinata E.Mey.
168. Indigofera deflersii Baker f.
169. Indigofera deightonii J.B.Gillett
170. Indigofera dekindtii Tisser.
171. Indigofera delagoaensis Baker f. ex J.B.Gillett
172. Indigofera delavayi Franch.
173. Indigofera dembianensis (Chiov.) J.B.Gillett
174. Indigofera demissa Taub.
175. Indigofera dendroides Jacq.
176. Indigofera densa N.E.Br.
177. Indigofera densiflora M.Martens & Galeotti
178. Indigofera densifructa Y.Y.Fang & C.Z.Zheng
179. Indigofera denudata L.f.
180. Indigofera depauperata Drake
181. Indigofera deserticola Peter G.Wilson & Rowe
182. Indigofera desertorum Torre
183. Indigofera dichroa Craib
184. Indigofera digitata L.f.
185. Indigofera dillwynioides Benth. ex Harv. & Sond.
186. Indigofera dimidiata Vogel ex Walp.
187. Indigofera dionaeifolia (S.Moore) Schrire
188. Indigofera diphylla Vent.
189. Indigofera dissitiflora Baker
190. Indigofera disticha Eckl. & Zeyh.
191. Indigofera diversifolia DC.
192. Indigofera dolichochaete Craib
193. Indigofera dolichothyrsa Baker f.
194. Indigofera dosua Buch.-Ham. ex D.Don
195. Indigofera dregeana E.Mey.
196. Indigofera drepanocarpa Taub.
197. Indigofera dumbeana M.Pignal & L.P.Queiroz
198. Indigofera dumetorum Craib
199. Indigofera dyeri Britten
200. Indigofera edwardi Govaerts
201. Indigofera efoliata F.Muell.
202. Indigofera egens N.E.Br.
203. Indigofera elachantha Peter G.Wilson & Rowe
204. Indigofera elandsbergensis Phillipson
205. Indigofera ellenbeckii Baker f.
206. Indigofera elliotii (Baker f.) J.B.Gillett
207. Indigofera elwakensis J.B.Gillett
208. Indigofera emarginella Steud. ex A.Rich.
209. Indigofera emarginelloides J.B.Gillett
210. Indigofera emmae de Kort & G.Thijsse
211. Indigofera enormis N.E.Br.
212. Indigofera eremophila Thulin
213. Indigofera eriocarpa E.Mey.
214. Indigofera eriophylla Peter G.Wilson & Rowe
215. Indigofera erubescens Peter G.Wilson & Rowe
216. Indigofera erythrogramma Welw. ex Baker
217. Indigofera esquirolii H.Lév.
218. Indigofera evansiana Burtt Davy
219. Indigofera evansii Schltr.
220. Indigofera ewartiana Domin
221. Indigofera exellii Torre
222. Indigofera exigua Eckl. & Zeyh.
223. Indigofera exilis Grierson & D.G.Long
224. Indigofera eylesiana J.B.Gillett
225. Indigofera fanshawei J.B.Gillett
226. Indigofera faulknerae J.B.Gillett
227. Indigofera filicaulis Eckl. & Zeyh.
228. Indigofera filifolia Thunb.
229. Indigofera filiformis Thunb.
230. Indigofera filipes Benth. ex Harv. & Sond.
231. Indigofera fimbriolata Peter G.Wilson
232. Indigofera flabellata Harv.
233. Indigofera flavicans Baker
234. Indigofera floresii Cruz Durán & M.Sousa
235. Indigofera floribunda N.E.Br.
236. Indigofera foliosa E.Mey.
237. Indigofera fortunei Craib
238. Indigofera fractiflexa Peter G.Wilson & Rowe
239. Indigofera franchetii X.F.Gao & Schrire
240. Indigofera frondosa N.E.Br.
241. Indigofera frutescens L.f.
242. Indigofera fruticosa Rose
243. Indigofera fulcrata Harv.
244. Indigofera fulgens Baker
245. Indigofera fulvopilosa Brenan
246. Indigofera fuscobarbata Schrire
247. Indigofera fuscosetosa Baker
248. Indigofera gairdnerae Hutch. ex Baker f.
249. Indigofera galegoides DC.
250. Indigofera galpinii N.E.Br.
251. Indigofera gangetica Sanjappa
252. Indigofera garckeana Vatke
253. Indigofera geminata Baker
254. Indigofera georgei E.Pritz.
255. Indigofera giessii A.Schreib.
256. Indigofera gifbergensis C.H.Stirt. & Jarvie
257. Indigofera gilesii Peter G.Wilson & Rowe
258. Indigofera glabra L.
259. Indigofera glandulosa J.C.Wendl.
260. Indigofera glaucescens Eckl. & Zeyh
261. Indigofera glaucifolia Cronquist
262. Indigofera glomerata E.Mey.
263. Indigofera gloriosa Cronquist
264. Indigofera gobensis Schrire
265. Indigofera gracilis Spreng.
266. Indigofera grandiflora B.H.Choi & S.K.Cho
267. Indigofera graniticola J.B.Gillett
268. Indigofera grata E.Mey.
269. Indigofera griseoides Harms
270. Indigofera grisophylla Fourc.
271. Indigofera guaranitica Hassl.
272. Indigofera guthriei Bolus
273. Indigofera gypsacea Thulin
274. Indigofera haematica Peter G.Wilson
275. Indigofera hamiltonii Graham ex Duthie & Prain
276. Indigofera hamulosa Schltr.
277. Indigofera hancockii Craib
278. Indigofera hantamensis Diels
279. Indigofera haplophylla F.Muell.
280. Indigofera hebepetala Benth. ex Baker
281. Indigofera hedyantha Eckl. & Zeyh.
282. Indigofera helmsii Peter G.Wilson
283. Indigofera hendecaphylla Jacq.
284. Indigofera henryi Craib
285. Indigofera hermannioides J.B.Gillett
286. Indigofera heterantha Wall. ex Brandis
287. Indigofera heterocarpa Welw. ex Baker
288. Indigofera heterophylla Thunb.
289. Indigofera heterotricha DC.
290. Indigofera heudelotii Benth. ex Oliv.
291. Indigofera hewittii Baker f.
292. Indigofera hilaris Eckl. & Zeyh.
293. Indigofera himachalensis V.Chauhan & A.K.Pandey
294. Indigofera himalayensis Ali
295. Indigofera hiranensis Thulin
296. Indigofera hirsuta L.
297. Indigofera hirsutissima M.Sousa & Cruz Durán
298. Indigofera hispida Eckl. & Zeyh.
299. Indigofera hochstetteri Baker
300. Indigofera hofmanniana Schinz
301. Indigofera hololeuca Benth. ex Harv. & Sond.
302. Indigofera holubii N.E.Br.
303. Indigofera homblei Baker f. & Martin
304. Indigofera hopingensis S.S.Ying
305. Indigofera howellii Craib & W.W.Sm.
306. Indigofera huillensis Baker f.
307. Indigofera humbertiana M.Peltier
308. Indigofera humifusa Eckl. & Zeyh.
309. Indigofera humilis Kunth
310. Indigofera hundtii Rossberg
311. Indigofera hybrida N.E.Br.
312. Indigofera hygrobia Malme
313. Indigofera imerinensis Du Puy & Labat
314. Indigofera incana Thunb.
315. Indigofera incarnata (Willd.) Nakai
316. Indigofera incompta McVaugh
317. Indigofera ingrata N.E.Br.
318. Indigofera inhambanensis Klotzsch
319. Indigofera intermedia Harv.
320. Indigofera interrupta (Du Puy, Labat & Schrire) Schrire
321. Indigofera intricata Boiss.
322. Indigofera ionii Jarvie & C.H.Stirt.
323. Indigofera irodoensis Du Puy & Labat
324. Indigofera ischnoclada Harms
325. Indigofera itremoensis Du Puy & Labat
326. Indigofera ixocarpa Peter G.Wilson & Rowe
327. Indigofera jaisalmerica C.S.Purohit & Kulloli
328. Indigofera jaliscensis Rose
329. Indigofera jikongensis Y.Y.Fang & C.Z.Zheng
330. Indigofera jindongensis Y.Y.Fang & C.Z.Zheng
331. Indigofera jucunda Schrire
332. Indigofera kaessneri Baker f.
333. Indigofera karkarensis Thulin
334. Indigofera kavangoensis Schrire
335. Indigofera kelleri Baker f.
336. Indigofera kerrii de Kort & G.Thijsse
337. Indigofera kerstingii Harms
338. Indigofera kingiana Peter G.Wilson & Rowe
339. Indigofera kirilowii Maxim. ex Palib.
340. Indigofera kirkii Oliv.
341. Indigofera knoblecheri Kotschy
342. Indigofera kongwaensis J.B.Gillett
343. Indigofera koreana Ohwi
344. Indigofera krookii Schltr. ex Zahlbr.
345. Indigofera kuntzei Harms
346. Indigofera kurtzii Harms
347. Indigofera lacei Craib
348. Indigofera lancifolia Rydb.
349. Indigofera langebergensis L.Bolus
350. Indigofera langlassei Rydb.
351. Indigofera lasiantha Desv.
352. Indigofera latifolia Micheli
353. Indigofera latisepala J.B.Gillett
354. Indigofera laxeracemosa Baker f.
355. Indigofera laxiflora Craib
356. Indigofera leendertziae N.E.Br.
357. Indigofera lenticellata Craib
358. Indigofera lepida N.E.Br.
359. Indigofera leprieurii (Kuntze) Baker f.
360. Indigofera leptocarpa Eckl. & Zeyh.
361. Indigofera leptoclada Harms
362. Indigofera letestui Tisser.
363. Indigofera leucoclada Baker
364. Indigofera leucotricha E.Pritz.
365. Indigofera limosa L.Bolus
366. Indigofera lindheimeriana Scheele
367. Indigofera linifolia (L.f.) Retz.
368. Indigofera litoralis Chun & T.Chen
369. Indigofera livingstoniana J.B.Gillett
370. Indigofera longebarbata Engl.
371. Indigofera longicauda Thuan
372. Indigofera longidentata (Du Puy, Labat & Schrire) Schrire
373. Indigofera longimucronata Baker f.
374. Indigofera longipedicellata J.B.Gillett
375. Indigofera longiracemosa Boivin ex Baill.
376. Indigofera longistaminata Schrire
377. Indigofera lotononoides Baker f.
378. Indigofera lughensis Thulin
379. Indigofera lupatana Baker f.
380. Indigofera luzonensis de Kort & G.Thijsse
381. Indigofera lyallii Baker
382. Indigofera lydenburgensis N.E.Br.
383. Indigofera macrantha Harms
384. Indigofera macrocalyx Guill. & Perr.
385. Indigofera macrophylla Schumach. & Thonn.
386. Indigofera magallanesii Cruz Durán & M.Sousa
387. Indigofera magnifica Schrire & V.R.Clark
388. Indigofera mahafalensis (Du Puy, Labat & Schrire) Schrire
389. Indigofera mairei Pamp.
390. Indigofera malindiensis J.B.Gillett
391. Indigofera malongensis Cronquist
392. Indigofera mangokyensis R.Vig.
393. Indigofera manyoniensis Baker f.
394. Indigofera mariosousae Rzed. & R.Grether
395. Indigofera maritima Baker
396. Indigofera marmorata Balf.f.
397. Indigofera masaiensis J.B.Gillett
398. Indigofera masonae N.E.Br.
399. Indigofera mauritanica (L.) Thunb.
400. Indigofera maymyoensis Sanjappa
401. Indigofera megacephala J.B.Gillett
402. Indigofera megaphylla X.F.Gao
403. Indigofera melanadenia Benth. ex Harv. & Sond.
404. Indigofera mendesii Torre
405. Indigofera mendoncae J.B.Gillett
406. Indigofera mengtzeana Craib
407. Indigofera merxmuelleri A.Schreib.
408. Indigofera meyeriana Eckl. & Zeyh.
409. Indigofera micheliana Rose
410. Indigofera micrantha E.Mey.
411. Indigofera microcalyx Baker
412. Indigofera microcarpa Desv.
413. Indigofera micropetala Baker f.
414. Indigofera microscypha Baker
415. Indigofera mildbraediana J.B.Gillett
416. Indigofera mildrediana Torre
417. Indigofera milne-redheadii J.B.Gillett
418. Indigofera mimosoides Baker
419. Indigofera minbuensis Gage
420. Indigofera miniata Ortega
421. Indigofera mischocarpa Schltr.
422. Indigofera mollicoma N.E.Br.
423. Indigofera mollis Eckl. & Zeyh.
424. Indigofera monantha Baker f.
425. Indigofera monanthoides J.B.Gillett
426. Indigofera monieriana M.Pignal & L.P.Queiroz
427. Indigofera monophylla DC.
428. Indigofera monostachya Eckl. & Zeyh.
429. Indigofera montana Rose
430. Indigofera mooneyi Thulin
431. Indigofera morroensis São Paulo & L.P.Queiroz
432. Indigofera mouroundavensis Baill.
433. Indigofera muliensis Y.Y.Fang & C.Z.Zheng
434. Indigofera mundiana Eckl. & Zeyh.
435. Indigofera mupensis Torre
436. Indigofera mwanzae J.B.Gillett
437. Indigofera myosurus Craib
438. Indigofera mysorensis Rottler ex DC.
439. Indigofera nairobiensis Baker f.
440. Indigofera nambalensis Harms
441. Indigofera namuliensis Schrire
442. Indigofera natalensis Bolus
443. Indigofera nebrowniana J.B.Gillett
444. Indigofera neglecta N.E.Br.
445. Indigofera neosericopetala P.C.Li
446. Indigofera nephrocarpa Balf.f.
447. Indigofera nephrocarpoides J.B.Gillett
448. Indigofera nigrescens Kurz ex King & Prain
449. Indigofera nigricans Vahl ex Pers.
450. Indigofera nigritana Hook.f.
451. Indigofera nigromontana Eckl. & Zeyh.
452. Indigofera nudicaulis E.Mey.
453. Indigofera nugalensis Thulin
454. Indigofera nummularia Welw. ex Baker
455. Indigofera nummulariifolia (L.) Livera ex Alston
456. Indigofera nyassica Gilli
457. Indigofera obcordata Eckl. & Zeyh.
458. Indigofera oblongifolia Forssk.
459. Indigofera obscura N.E.Br.
460. Indigofera occidentalis Peter G.Wilson & Rowe
461. Indigofera ogadensis J.B.Gillett
462. Indigofera oligophylla Klotzsch
463. Indigofera omariana J.B.Gillett
464. Indigofera omissa J.B.Gillett
465. Indigofera oraria Peter G.Wilson & Rowe
466. Indigofera ormocarpoides Baker
467. Indigofera oubanguiensis Tisser.
468. Indigofera ovata Thunb.
469. Indigofera ovina Harv.
470. Indigofera oxalidea Welw. ex Baker
471. Indigofera oxyrachis Peter G.Wilson
472. Indigofera oxytropis Benth. ex Harv. & Sond.
473. Indigofera palmeri S.Watson
474. Indigofera pampaniniana Craib
475. Indigofera panamensis Rydb.
476. Indigofera paniculata Pers.
477. Indigofera pappei Fourc.
478. Indigofera paracapitata J.B.Gillett
479. Indigofera paraglaucifolia Torre
480. Indigofera paraoxalidea Torre
481. Indigofera parkesii Craib
482. Indigofera parodiana Burkart
483. Indigofera pascuorum Benth.
484. Indigofera patula Baker
485. Indigofera pauciflora Eckl. & Zeyh.
486. Indigofera paucifolioides Blatt., Hallb. & McCann
487. Indigofera paucistrigosa J.B.Gillett
488. Indigofera pearsonii Baker f.
489. Indigofera pedicellata Wight & Arn.
490. Indigofera pedunculata Hils. & Bojer ex Baker
491. Indigofera pellucida J.B.Gillett & Thulin
492. Indigofera peltata J.B.Gillett
493. Indigofera peltieri Du Puy & Labat
494. Indigofera pendula Franch.
495. Indigofera penduloides Y.Y.Fang & C.Z.Zheng
496. Indigofera perrieri R.Vig.
497. Indigofera petiolata Cronquist
498. Indigofera petraea Peter G.Wilson & Rowe
499. Indigofera phyllanthoides Baker
500. Indigofera phymatodea Thulin
501. Indigofera pilifera Peter G.Wilson & Rowe
502. Indigofera pilosa Poir.
503. Indigofera pinifolia Baker
504. Indigofera pinnata (Burm.f.) J.F.B.Pastore & Agust.Martinez
505. Indigofera placida N.E.Br.
506. Indigofera platycarpa Rose
507. Indigofera platypoda E.Mey.
508. Indigofera platyspira J.B.Gillett ex Thulin & M.G.Gilbert
509. Indigofera pobeguinii J.B.Gillett
510. Indigofera podocarpa Baker f. & Martin
511. Indigofera podophylla Benth. ex Harv. & Sond.
512. Indigofera poliotes Eckl. & Zeyh.
513. Indigofera polyclada Peter G.Wilson & Rowe
514. Indigofera polygaloides M.B.Scott
515. Indigofera polysphaera Baker
516. Indigofera pongolana N.E.Br.
517. Indigofera porrecta Eckl. & Zeyh.
518. Indigofera pratensis F.Muell.
519. Indigofera praticola Baker f.
520. Indigofera pretoriana Harms
521. Indigofera prieureana Guill. & Perr.
522. Indigofera priorii Govaerts
523. Indigofera procumbens L.
524. Indigofera prostrata Willd.
525. Indigofera pruinosa Welw. ex Baker
526. Indigofera psammophila Peter G.Wilson
527. Indigofera pseudocompressa (Du Puy, Labat & Schrire) Schrire
528. Indigofera pseudodemissa Schrire
529. Indigofera pseudodyeri Schrire
530. Indigofera pseudoevansii Hilliard & B.L.Burtt
531. Indigofera pseudoheterantha X.F.Gao & Schrire
532. Indigofera pseudointricata J.B.Gillett
533. Indigofera pseudomoniliformis Schrire
534. Indigofera pseudonigrescens X.F.Gao & X.L.Zhao
535. Indigofera pseudoparvula R.Vig.
536. Indigofera pseudoreticulata Grierson & D.G.Long
537. Indigofera pseudosubulata Baker f.
538. Indigofera psoraloides (L.) L.
539. Indigofera pulchra Willd.
540. Indigofera punctata Thunb.
541. Indigofera pungens E.Mey.
542. Indigofera purpusii Brandegee
543. Indigofera quarrei Cronquist
544. Indigofera queenslandica Peter G.Wilson & Rowe
545. Indigofera quinquefolia E.Mey.
546. Indigofera racemosa L.
547. Indigofera radicifera Cronquist
548. Indigofera ramosissima J.B.Gillett
549. Indigofera ramulosissima Hosok.
550. Indigofera rautanenii Baker f.
551. Indigofera reducta N.E.Br.
552. Indigofera rehmannii Baker f.
553. Indigofera repens Cronquist
554. Indigofera reticulata Franch.
555. Indigofera rhodantha Fourc.
556. Indigofera rhynchocarpa Welw. ex Baker
557. Indigofera rhytidocarpa Benth. ex Harv. & Sond.
558. Indigofera richardsiae J.B.Gillett
559. Indigofera rigioclada Craib
560. Indigofera ripae N.E.Br.
561. Indigofera rivularis Peter G.Wilson
562. Indigofera robinsonii Schrire
563. Indigofera rojasii Hassl.
564. Indigofera roseocaerulea Baker f.
565. Indigofera roseola Peter G.Wilson & Rowe
566. Indigofera rostrata Bolus
567. Indigofera rothii Baker
568. Indigofera rotula Peter G.Wilson
569. Indigofera rubroglandulosa Germish.
570. Indigofera rubromarginata Thulin
571. Indigofera rugosa Benth.
572. Indigofera rumphiensis Schrire
573. Indigofera rupicola Peter G.Wilson & Rowe
574. Indigofera ruspolii Baker f.
575. Indigofera sabulicola Benth.
576. Indigofera sabulosa Thulin
577. Indigofera salmoniflora Rose
578. Indigofera sanguinea N.E.Br.
579. Indigofera santapaui Sanjappa
580. Indigofera santosii Torre
581. Indigofera sarmentosa L.f.
582. Indigofera saxicola F.Muell. ex Benth.
583. Indigofera scabrella Kazandj. & Peter G.Wilson
584. Indigofera scabrida Dunn
585. Indigofera scarciesii Scott Elliot
586. Indigofera schimperi Jaub. & Spach
587. Indigofera schinzii N.E.Br.
588. Indigofera schliebenii Harms
589. Indigofera schrirei Kottaim. & Vasud.
590. Indigofera schultziana F.Muell.
591. Indigofera scopiformis Thulin
592. Indigofera sebungweensis J.B.Gillett
593. Indigofera secundiflora Poir.
594. Indigofera sedgewickiana Vatke & Hildebr.
595. Indigofera semitrijuga Forssk.
596. Indigofera senegalensis Lam.
597. Indigofera sensitiva Franch.
598. Indigofera sericovexilla C.T.White
599. Indigofera serpentinicola Schrire
600. Indigofera sesquipedalis C.B.Clarke ex Sanjappa
601. Indigofera sessiliflora DC.
602. Indigofera sessilifolia DC.
603. Indigofera setiflora Baker
604. Indigofera setosa N.E.Br.
605. Indigofera shipingensis X.F.Gao
606. Indigofera silvestrii Pamp.
607. Indigofera simplicifolia Lam.
608. Indigofera sinaloensis M.Sousa & Cruz Durán
609. Indigofera sinuspersica Mozaff.
610. Indigofera sisalis J.B.Gillett
611. Indigofera smitinandii Mattapha & Chantar.
612. Indigofera smutsii J.B.Gillett
613. Indigofera socotrana Vierh.
614. Indigofera solirimae Schrire
615. Indigofera sootepensis Craib
616. Indigofera sordida Benth. ex Harv. & Sond.
617. Indigofera soutpansbergensis Schrire
618. Indigofera sparsa Baker
619. Indigofera sparteola Chiov.
620. Indigofera sphaerocarpa A.Gray
621. Indigofera sphinctosperma Standl.
622. Indigofera spicata Forssk.
623. Indigofera spiniflora Hochst. & Steud. ex Boiss.
624. Indigofera spinosa Forssk.
625. Indigofera splendens Ficalho & Hiern
626. Indigofera squalida Prain
627. Indigofera stachyodes Lindl.
628. Indigofera stenophylla Guill. & Perr.
629. Indigofera stenosepala Baker
630. Indigofera sticta Craib
631. Indigofera streyana Merxm.
632. Indigofera stricta L.f.
633. Indigofera strobilifera Hochst. ex Baker
634. Indigofera suarezensis Du Puy & Labat
635. Indigofera suaveolens Jaub. & Spach
636. Indigofera subargentea De Wild.
637. Indigofera subcorymbosa Baker
638. Indigofera subulata Vahl ex Poir.
639. Indigofera subulifera Welw. ex Baker
640. Indigofera suffruticosa Mill.
641. Indigofera sulcata DC.
642. Indigofera superba C.H.Stirt.
643. Indigofera sutherlandioides Welw. ex Baker
644. Indigofera swaziensis Bolus
645. Indigofera szechuensis Craib
646. Indigofera taborensis J.B.Gillett
647. Indigofera taiwaniana T.C.Huang & M.J.Wu
648. Indigofera tanaensis J.B.Gillett
649. Indigofera tanganyikensis Baker f.
650. Indigofera taruffiana Torre
651. Indigofera taylorii J.B.Gillett
652. Indigofera teixeirae Torre
653. Indigofera tenuipes Polhill
654. Indigofera tenuissima E.Mey.
655. Indigofera tephrosioides Kunth
656. Indigofera terminalis Baker
657. Indigofera tetraptera Taub.
658. Indigofera tetrasperma Schumach. & Thonn.
659. Indigofera thibaudiana DC.
660. Indigofera thikaensis J.B.Gillett
661. Indigofera thomsonii Baker f.
662. Indigofera thothathri Sanjappa
663. Indigofera thymoides Baker
664. Indigofera tinctoria L.
665. Indigofera tirunelvelica Sanjappa
666. Indigofera tomentosa Eckl. & Zeyh.
667. Indigofera torrei J.B.Gillett
668. Indigofera torulosa E.Mey.
669. Indigofera trachyphylla Benth.
670. Indigofera trialata A.Chev.
671. Indigofera trichopoda Lepr. ex Guill. & Perr.
672. Indigofera triflora Peter G.Wilson & Rowe
673. Indigofera trifoliata L.
674. Indigofera trifolioides Baker f.
675. Indigofera trigonelloides Jaub. & Spach
676. Indigofera triquetra E.Mey.
677. Indigofera tristis E.Mey.
678. Indigofera tristoides N.E.Br.
679. Indigofera trita L.f.
680. Indigofera truxillensis Kunth
681. Indigofera tryonii Domin
682. Indigofera tsiangiana F.P.Metcalf
683. Indigofera tumidula Rose
684. Indigofera udonthaniensis Mattapha & Chantar.
685. Indigofera ugandensis Baker f.
686. Indigofera ultima (Kuntze) Peter G.Wilson
687. Indigofera uniflora Buch.-Ham. ex Roxb.
688. Indigofera uniseminalis Rzed. & R.Grether
689. Indigofera vallicola Huan C.Wang & Jin L.Liu
690. Indigofera vanderystii J.B.Gillett
691. Indigofera velutina E.Mey.
692. Indigofera venulosa Champ. ex Benth.
693. Indigofera venusta Eckl. & Zeyh.
694. Indigofera verrucosa Eckl. & Zeyh.
695. Indigofera verruculosa Paul G.Wilson
696. Indigofera vicioides Jaub. & Spach
697. Indigofera vigueri Callm. & Labat
698. Indigofera viscidissima Baker
699. Indigofera vohemarensis Baill.
700. Indigofera volkensii Taub.
701. Indigofera wannanii Peter G.Wilson
702. Indigofera warburtonensis Peter G.Wilson & Rowe
703. Indigofera wenholdiae du Preez & Schrire
704. Indigofera wightii Graham
705. Indigofera wildiana J.B.Gillett
706. Indigofera williamsonii (Harv.) N.E.Br.
707. Indigofera wilsonii Craib
708. Indigofera wituensis Baker f.
709. Indigofera woodii Bolus
710. Indigofera xerophila R.Vig.
711. Indigofera yuanjiangensis X.F.Gao & X.L.Zhao
712. Indigofera zanzibarica J.B.Gillett
713. Indigofera zavattarii Chiov.
714. Indigofera zenkeri Harms ex Baker f.
715. Indigofera zollingeriana Miq.
716. Indigofera zornioides Du Puy & Labat